# Echinothuriacea
Super-ordre
Les Echinothuriacea sont un super-ordre d'oursins aulodontes primitifs, au sein de la sous-classe des oursins modernes (Euechinoidea).

## Systématique
Le super-ordre des Echinothuriacea a été créé en 1982 par la biologiste Margit Jensen (d) et complété, en 2018, par Nicolás Mongiardino Koch (d), Simon E. Coppard (d), Harilaos A. Lessios (d), Derek Briggs, Rich Mooi (d) et Greg W. Rouse (d).

## Liste des ordres
Selon World Register of Marine Species (11 avril 2022) : 
- ordre Aspidodiadematoida Kroh & Smith, 2010 — deux familles actuelles
- ordre Echinothurioida Claus, 1880 — trois familles (« oursins de cuir »)
- ordre Pedinoida Mortensen, 1939 — une famille

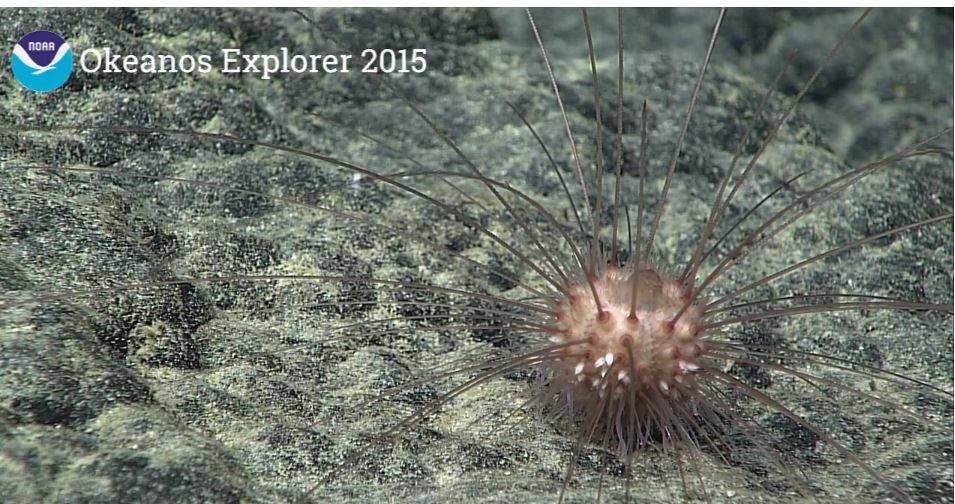
Aspidodiadema hawaiiensis (Aspidodiadematoida).
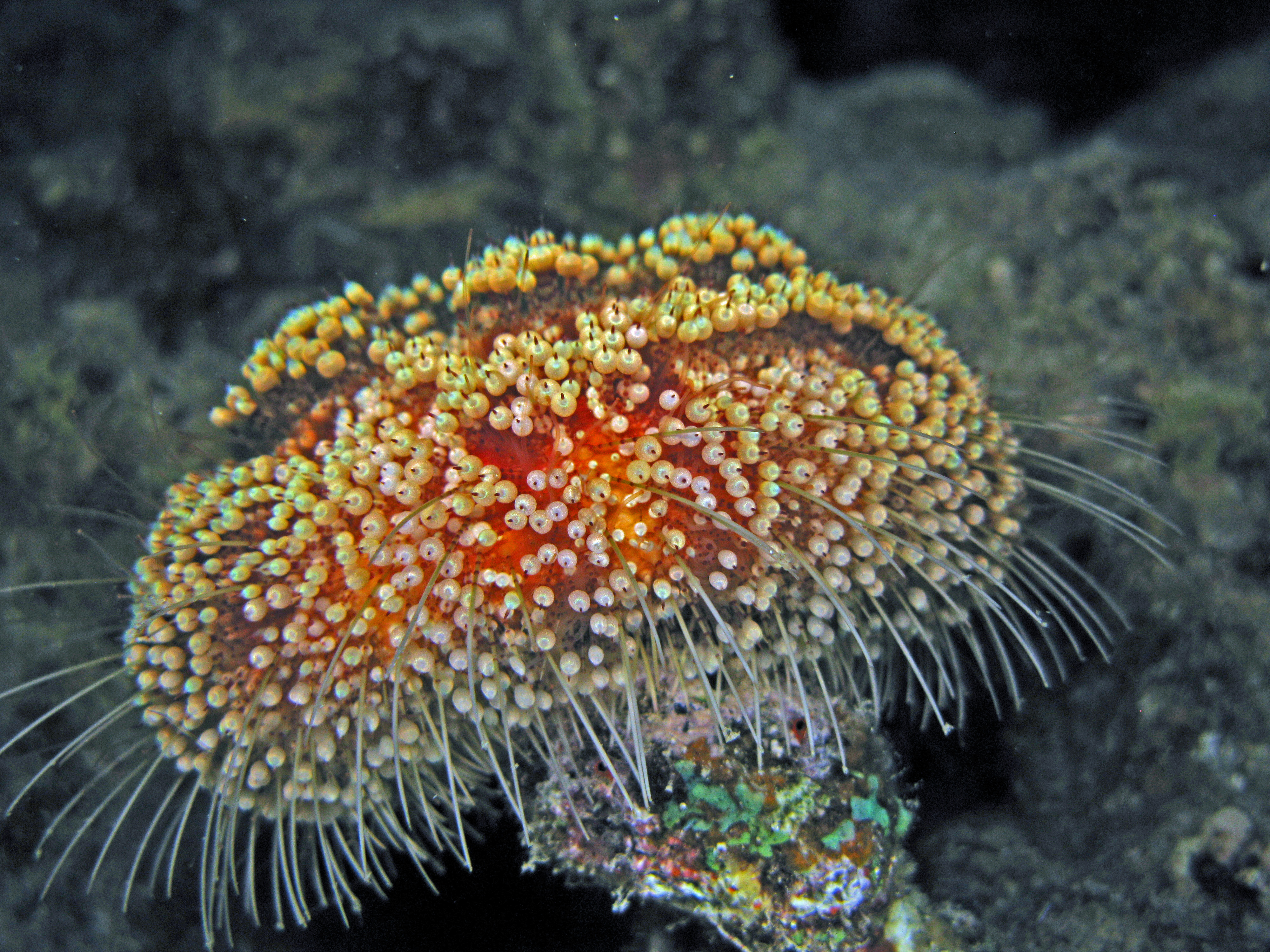
Asthenosoma marisrubri (Echinothurioida).
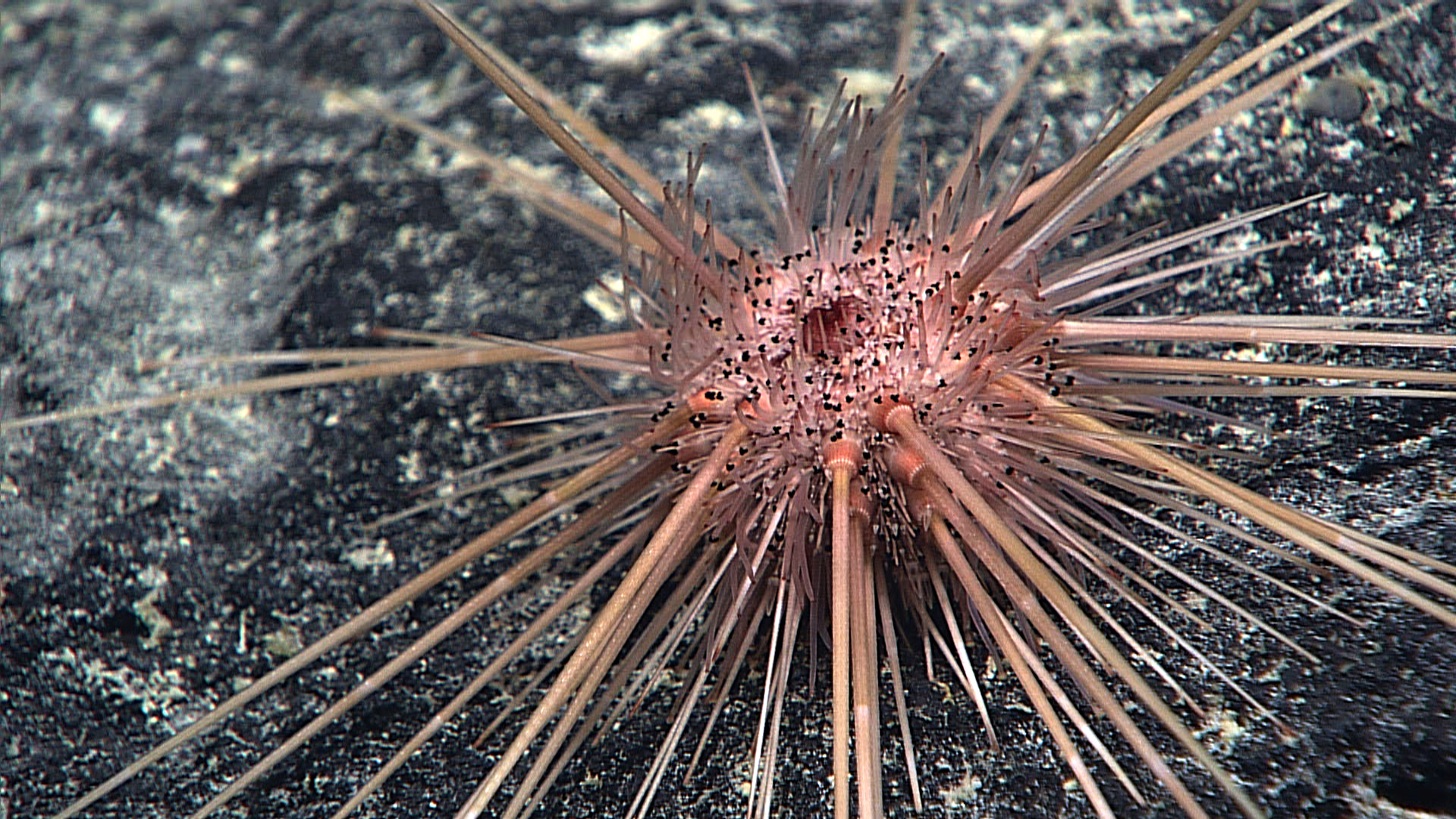
Caenopedina hawaiiensis (Pedinoida).